# Delești
Delești è un comune della Romania di 2 586 abitanti, ubicato nel distretto di Vaslui, nella regione storica della Moldavia. 
Il comune è formato dall'unione di 6 villaggi: Albești, Delești, Fundătura, Hârșova, Mânăstirea, Răduiești.
Nel 2004 si sono staccati da Delești i villaggi di Bălești, Cozmești, Fâstâci e Hordilești, andati a formare il comune di Cozmești.